# Max Dean
Max Jimmy Dean (Ormskirk, 21 februari 2004) is een Engels voetballer die sinds 2024 uitkomt voor KAA Gent.

## Carrière
Dean ondertekende in maart 2021 een profcontract tot medio 2023 bij Leeds United. In januari 2023 stapte hij over naar Milton Keynes Dons, waar z'n voormalige jeugdtrainer Mark Jackson toen hoofdtrainer was. In z'n eerste halve seizoen speelde hij negen competitiewedstrijden voor Milton Keynes Dons, dat dat seizoen naar de League Two degradeerde. Daar was Dean goed voor 15 goals in 29 competitiewedstrijden. De Engelsman scoorde in de halve finale van de promotie-playoffs ook tegen Crawley Town, dat weliswaar niets opleverde.
In juli 2024 ondertekende Dean een vierjarig contract bij de Belgische eersteklasser KAA Gent. In z'n eerste officiële wedstrijd voor de club, een Conference League-voorrondewedstrijd tegen Víkingur Gøta, opende de Engelsman meteen z'n doelpuntenrekening voor de club.
Dean miste door een schorsing in Engeland de eerste drie speeldagen in de Jupiler Pro League, maar begon eraan met een assist op de vierde speeldag, thuis tegen KVC Westerlo (4-1).
Op 22 september 2024 gaf Dean zijn visitekaartje in de JPL af in de vorm van een knap gekruist doelpunt via de paal, en dit op het terrein van Eeuwige Rivaal Club Brugge (2-4). Op 26 december in de met 1-3 verloren thuiswedstrijd tegen Union Sint-Gillis liep de spits een zware blessure op, waardoor hij de rest van het seizoen niet meer kon spelen. De voorste kruisband van zijn linkerknie was afgescheurd. 

## Clubstatistieken
| Seizoen         | Club               | Land              | Competitie      | Competitie | Competitie | Beker | Beker | Supercup | Supercup | Europees | Europees | Totaal | Totaal |
| Seizoen         | Club               | Land              | Competitie      | Wed.       | Dlp.       | Wed.  | Dlp.  | Wed.     | Dlp.     | Wed.     | Dlp.     | Wed.   | Dlp.   |
| --------------- | ------------------ | ----------------- | --------------- | ---------- | ---------- | ----- | ----- | -------- | -------- | -------- | -------- | ------ | ------ |
| 2022/23         | Milton Keynes Dons | Vlag van Engeland | League One      | 9          | 1          | 0     | 0     | —        | —        | —        | —        | 9      | 1      |
| 2023/24         | Milton Keynes Dons | Vlag van Engeland | League Two      | 31         | 16         | 3     | 3     | —        | —        | —        | —        | 34     | 19     |
| 2024/25         | KAA Gent           | Vlag van België   | Eerste klasse A | 17         | 6          | 2     | 3     | —        | —        | 11       | 4        | 30     | 13     |
| Carrière totaal | Carrière totaal    | Carrière totaal   | Carrière totaal | 57         | 23         | 5     | 6     | 0        | 0        | 11       | 4        | 73     | 33     |

Bijgewerkt op 27 december 2024.